# Prix Leica Hall of Fame
Prix Leica Hall of Fame je fotografické ocenění, které od roku 2011 uděluje německá firma Leica, aby ocenila fotografa za zvláštní zásluhy se značkou Leica nebo v oblasti fotografie. Cena je udělována v nepravidelném čase, bez soutěže nebo rozhodnutí poroty.

## Vítězové
- 2011: Steve McCurry
- 2012: Nick Ut
- 2013: René Burri
- 2014: Barbara Klemm
- 2015: Thomas Hoepker
- 2016: Ara Güler
- 2017: Joel Meyerowitz[1] a Gianni Berengo Gardin[2]
- 2018: Bruce Davidson a Jürgen Schadeberg[2]
- 2019: Walter Vogel
- 2021: Ralph Gibson
- 2023: Elliott Erwitt